# Departamento del Litoral (Bolivia)
El Departamento del Litoral o Departamento de Cobija, comúnmente llamado Litoral boliviano, es la designación utilizada para referirse a la extensión de costa del desierto de Atacama que integró el suroeste del territorio boliviano hasta 1884.
En rigor, este territorio estuvo organizado, primeramente como una provincia dentro del Departamento de Potosí —Atacama— entre 1825 y 1829; como una provincia independiente —Provincia Litoral— entre 1829 y 1839; como un  distrito —Distrito del Litoral— entre 1839 y 1867; y como departamento —Departamento del Litoral— entre 1867 y 1884. 
En 1880, durante la guerra del Pacífico, hubo un proyecto en crear el Estado de Atacama que llegó a la etapa legislativa, pero no se pudo concretar. 
Al norte, el río Loa lo separaba del Perú, al sur, el paralelo 24°S lo dividía de Chile, al este limitaba con la República Argentina y con el Departamento de Potosí y al oeste con el océano Pacífico. 
Anteriormente al tratado de 1866, el territorio se encontraba en disputa con Chile, quien reclamaba derechos anteriores a la independencia sobre este.
Hacia 1879, su superficie era de 154 393 km². Las principales poblaciones de la costa pacífica fueron, de norte a sur, Cobija, Mejillones y Antofagasta. Su población al nacer la República de Bolivia era de alrededor de 3700 habitantes; en 1855 contaba con 5500 habitantes.[cita requerida] Su población hacia 1879 era de alrededor de 15 000 habitantes, siendo la gran mayoría de origen chileno.

## Antecedentes

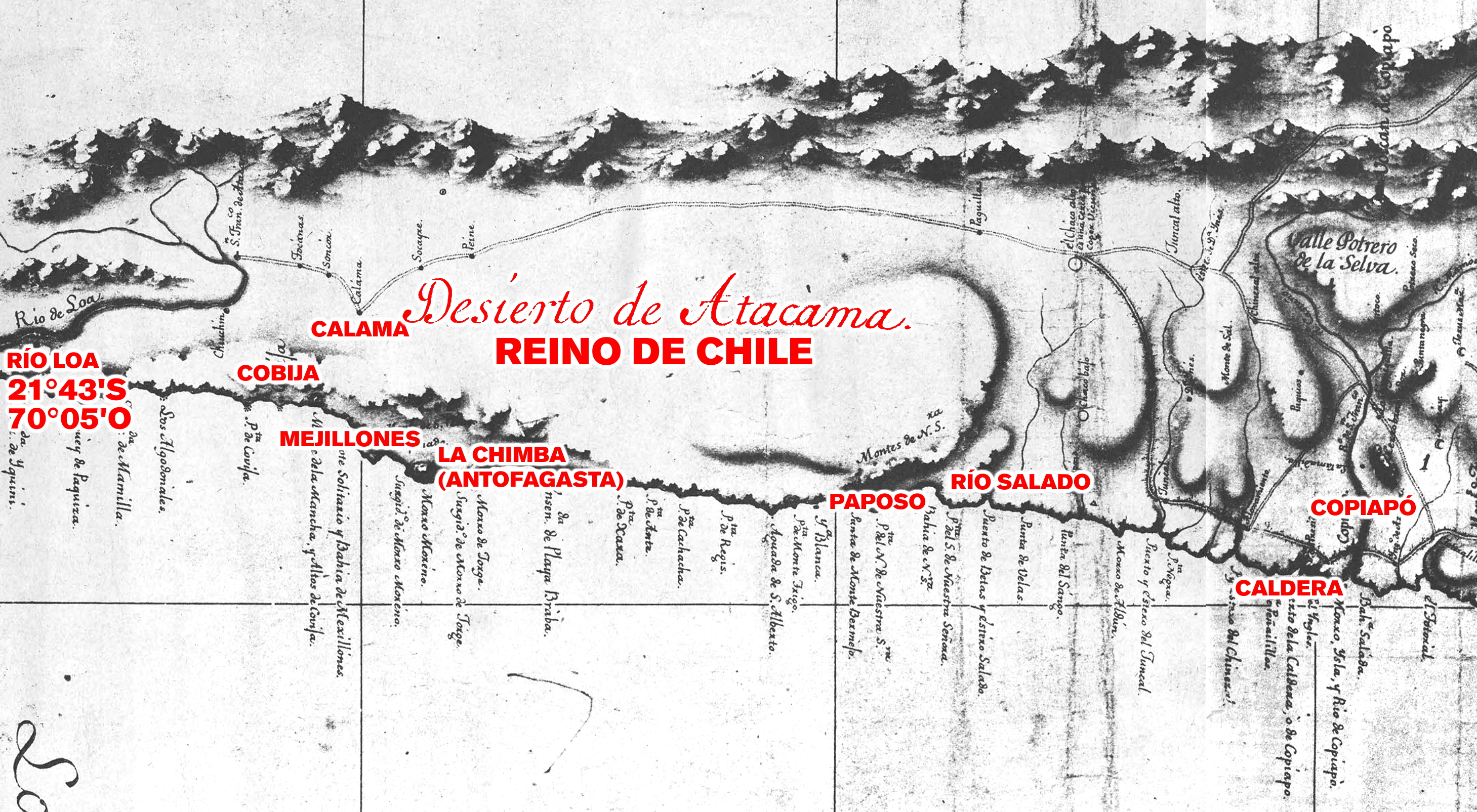
Mapa de Andrés Baleato, de 1793 mostrando el límite entre Chile y Perú en el río Loa.

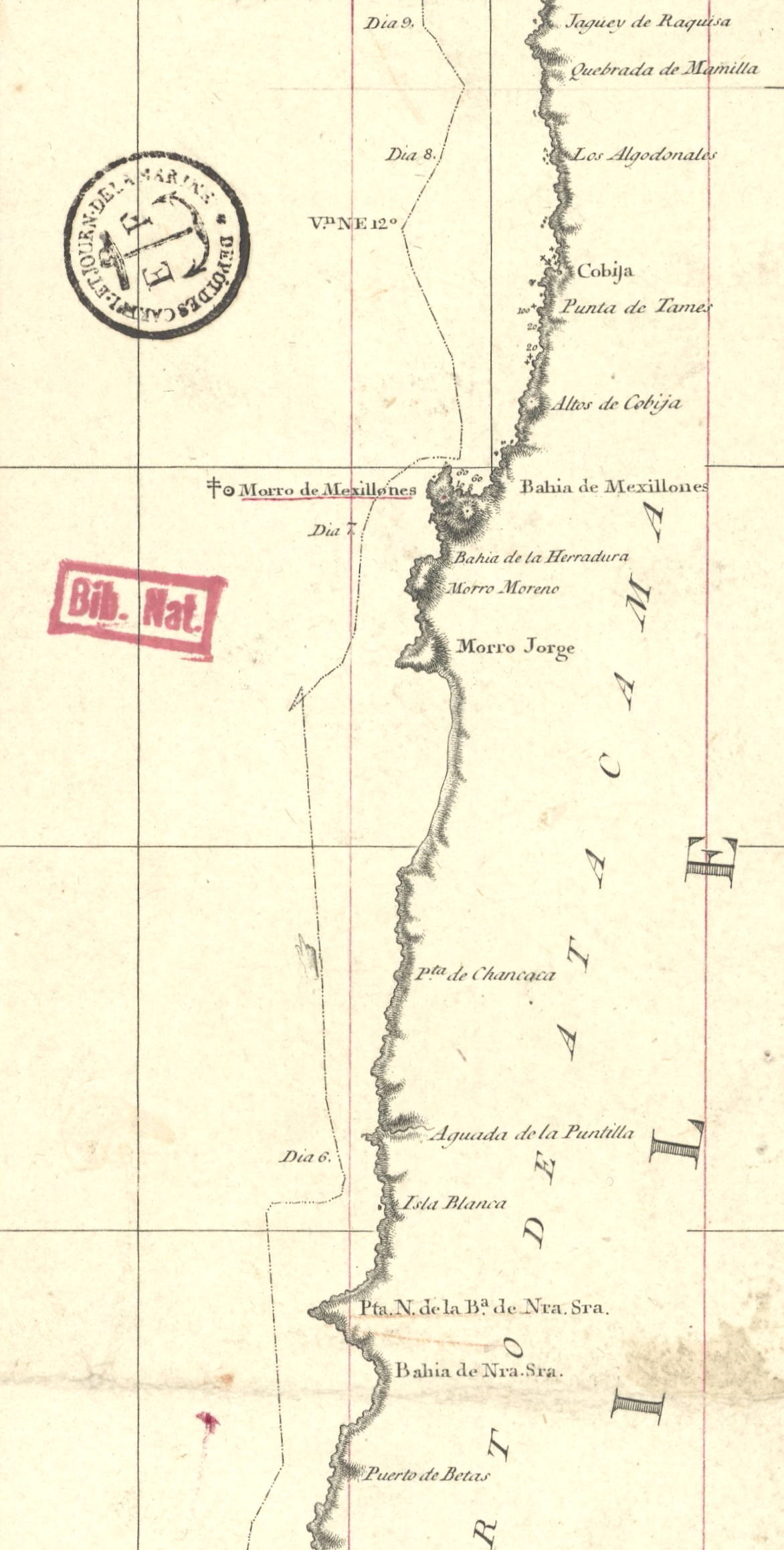
Cobija en la Carta esférica de las costas del Reyno de Chile de 1799.

Durante el dominio de la Monarquía Hispánica, la provincia de Charcas resulta equivalente al núcleo de la actual Bolivia, y que en el periodo previo a la guerras de independencia hispanoamericanas, estaba dividido en varias intendencias dentro del virreinato del Río de la Plata, siendo una de ellas la Intendencia de Potosí.
La Intendencia de Potosí, además de la Villa Imperial de Potosí, estaba dividida en los partidos de Chayanta o Charcas (con cabecera en el pueblo de Chayanta), de Atacama (con cabecera en el pueblo de San Pedro de Atacama), de Chichas (con cabecera en el pueblo de Tupiza), de Porco (con cabecera en el pueblo de Puna), de Lípez (con cabecera en el pueblo de San Cristóbal) y de Tarija (con cabecera en la Villa de San Bernardo de Tarija).
Durante la época del Imperio español, el despoblado de Atacama aparece como parte del corregimiento de Copiapó de la Capitanía General de Chile y el río Loa como límite entre Perú y Chile.
El 6 de septiembre de 1777 se emite una Real Orden referida al cobro relacionada al almojarifazgo y alcabalas en Chile el cual hace mención de Cobija y los pueblos circundantes como parte de la jurisdicción chilena:

Aunque en el corregimiento de Copiapó, cuya cabeza es la villa de San Francisco de la Selva, se contienen los puertos de Cobija y bahía de Mexillones, puerto de Betas, el de Juncal, el de Copiapó o la Caldera, Bahía Salada, puerto del Totoral y el del Huasco, como son tan accidentales las arribadas de navíos con este arreglo, y también a las cortas entradas que puedan ocurrir por la cordillera, camino del Despoblado y de territorio de aquella jurisdicción, el administrador de este destino propondrá el sujeto o sujetos que conceptuare necesarios para la mejor recaudación de dichos ramos y aumento de la Real hacienda
Archivo General de Indias de Sevilla, Audiencia de Chile, legajo 328.

Asimismo en el mapa levantado por la Armada española en 1792 se incluye dentro de Chile desde el paralelo 22° al sur, en otras palabras, desde la zona del río Loa. En el mapa de 1793 elaborado por Andrés Baleato, director de la Escuela Náutica de Lima, por orden del virrey Francisco Gil de Taboada y Lemus, Chile tiene como frontera norte el grado 21° y medio, en específico la desembocadura del río Loa, haciendo mención explícita que la zona estaba despoblada y recién habían poblados desde el paralelo 24°.
Hipólito Unanue publica sobre el Perú en 1793 lo siguiente: 

La ensenada de Túmbez lo separa por el norte del Nuevo Reino de Granada y el río Loa por el sur del desierto de Atacama y reino de Chile
Guía política, eclesiástica y militar del virreinato del Perú de 1793

En la memoria del Francisco Gil de Taboada que le dio a su sucesor Ambrosio O'Higgins en 1795 se describe el límite entre el Perú y Chile el río Loa.

## Historia

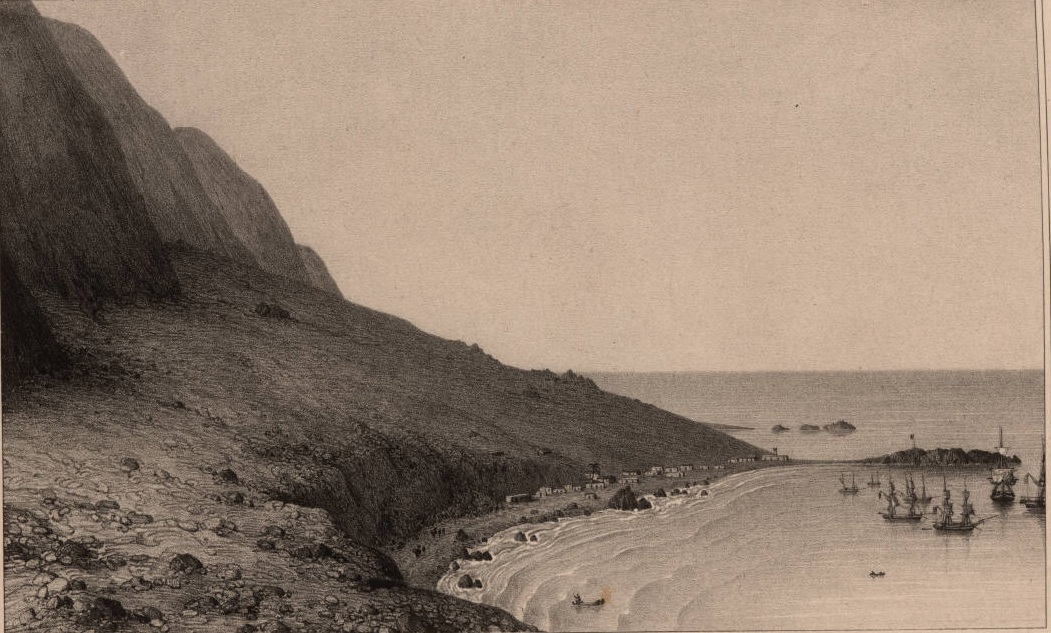
Vista de la rada de Cobija en 1844.

Disputa limítrofe del desierto de Atacama entre Bolivia y Chile.

El Desierto del Atacama y la Puna en 1830.

El 29 de enero de 1825,  Antonio José de Sucre modificó la organización territorial, estableciendo que las intendencias del periodo colonial fuesen convertidas en departamentos, divididas en provincias y estas en cantones. El antiguo partido de Atacama pasó a ser entonces una provincia del Departamento de Potosí, con capital en San Pedro de Atacama.
La región de Potosí se hallaba previamente controlada por las fuerzas realistas de Pedro Antonio Olañeta, jefe militar del Alto Perú, y la Puna de Atacama se hallaba integrada voluntariamente desde 1816 a la Intendencia de Salta, hoy Argentina; ambas situaciones fueron revertidas por las fuerzas de Sucre, pasando a ser parte del territorio charquino.
El 6 de agosto de 1825, la Asamblea General de Diputados de las Provincias del Alto Perú, declaró la independencia de Bolivia.
El 1 de julio de 1829, el presidente Andrés de Santa Cruz convirtió, mediante decreto, a Atacama en una provincia independiente con un gobernador que respondía directamente al presidente, denominada Litoral, alcanzando así una jerarquía superior a una provincia común, pero inferior a un departamento. En 1839, el presidente José Miguel de Velasco elevó el rango de la provincia del Litoral a distrito con un prefecto.
Hasta 1840 la soberanía ejercida por el gobierno de Bolivia sobre la región no fue cuestionada efectivamente por Chile a pesar de sus derechos históricos, sin embargo, el 31 de octubre de 1843, Chile creó la provincia de Atacama incluyendo a Paposo.
El entonces residente de Chile Manuel Bulnes envió expertos a reconocer la costa atacameña. De esto dio cuenta al Congreso en un mensaje dirigido el 13 de julio de 1842, en que informaba que juzgó:

necesario mandar una comisión exploradora a examinar el litoral comprendido entre el puerto de Coquimbo y el morro de Mejillones con el fin de descubrir si en el territorio de la República existían algunas guaneras cuyo beneficio pudiera proporcionar un ramo nuevo de ingreso a la hacienda pública...
Manuel Bulnes

Como resultado de esta investigación, se dictó la ley de 13 de octubre de 1842, que declaró de propiedad nacional las guaneras al sur de la bahía de Mejillones, y que dispuso que ningún barco podría cargar este producto sin permiso de las autoridades chilenas. Además, se otorgaba el derecho al Presidente de la República de gravar la exportación del guano con derechos de aduana.
En este periodo, exploradores e industriales -chilenos y extranjeros- recorrieron la zona, descubriendo yacimientos minerales e instalando explotaciones a lo largo de la costa. Hacia 1850, la Hacienda de Paposo pertenecía a la familia chilena Gallo Goyenechea, oriunda de Copiapó, quienes trabajaban el mineral de cobre que existía en sus cercanías. También se explotaba el guano.
Según el tratado de 1866, se estableció la frontera entre Chile y Bolivia sobre el paralelo 24°, pero estableciendo un área de intereses comunes entre los 23° y 25° de latitud sur.
El 2 de enero de 1867 el gobierno del presidente Mariano Melgarejo creó el Departamento del Litoral, dividido en dos provincias, de La Mar, con capital en Cobija, que además era capital del departamento, y de Atacama, con capital en San Pedro de Atacama.
La división administrativa del departamento se modificó el 24 de octubre de 1871, durante el gobierno del presidente Agustín Morales, dividiendo el departamento del Litoral en cuatro distritos:
- Distrito Litoral de Cobija
- Distrito Litoral de Mejillones
- Distrito Mineral de Caracoles
- Distrito de Atacama

Posteriormente, se firmó el tratado de 1874, que estableció como límite definitivo entre Bolivia y Chile en el paralelo 24°, bajo condición de que, durante el lapso de 25 años no se impondrían nuevos gravámenes a las numerosas personas y empresas chilenas instaladas en la zona. 
En 1875, la capital del departamento fue trasladada, desde Cobija, a Antofagasta.
El 23 de febrero de 1878, se creó por ley la Provincia del Loa, ubicada en el norte del departamento. Se determinó que la capital de esta fuese el puerto de Tocopilla.
Al momento de la ocupación chilena, ocurrida el 14 de febrero de 1879, el departamento del Litoral estaba dividido en las siguientes provincias:[cita requerida]
- Provincia de Mejillones (capital en Antofagasta)
- Provincia de Cobija (capital en La Mar)
- Provincia del Loa (capital en Tocopilla)
- Provincia de Caracoles (capital en Caracoles)
- Provincia de Atacama (capital en San Pedro de Atacama)

Así estaban las cosas cuando la guerra del Pacífico estalló. Bolivia y Perú, vinculados por un tratado secreto de alianza defensiva desde 1873, un año antes del tratado de límites con Chile, fueron derrotados en aquel conflicto que se extendió hasta 1884, perdiendo Bolivia todo derecho o posesión sobre el litoral atacameño y perdiendo el Perú todo el Departamento de Tarapacá, aunque este no era parte del casus belli.[cita requerida]
Desde entonces, Bolivia mantiene como política de estado la reclamación territorial de una salida soberana al océano Pacífico. Como parte de esta política, el escudo nacional presenta diez estrellas, nueve por los actuales departamentos, más una por el litoral boliviano. Los comunicados internos de las fuerzas armadas llevan el lema a pie de página «El mar es nuestro por derecho, recuperarlo es un deber».[cita requerida]